# Collegio di Weston-super-Mare
Weston-super-Mare è un collegio elettorale inglese situato in Avon e rappresentato alla Camera dei comuni del parlamento del Regno Unito. Elegge un membro del parlamento con il sistema maggioritario a turno unico; l'attuale parlamentare è Dan Aldridge del Partito Laburista, che rappresenta il collegio dal 2024.

## Estensione

Weston-super-Mare dal 2010 al 2024

- 1918-1950: i distretti urbani di Clevedon, Portishead e Weston-super-Mare e i distretti rurali di Axbridge e Long Ashton.
- 1950-1983: il borough di Weston-super-Mare, il distretto urbano di Clevedon, il distretto rurale di Axbridge, e nel distretto rurale di Long Ashton le parrocchie di Kenn, Kingston Seymour e Yatton.
- 1983-1997: i ward del distretto di Woodspring di Banwell, Blagdon, Churchill, Congresbury, Hutton, Locking, Weston-super-Mare Ashcombe, Weston-super-Mare East, Weston-super-Mare Ellenborough, Weston-super-Mare North, Weston-super-Mare South, Weston-super-Mare Uphill, Weston-super-Mare West, Winscombe, Wrington e Yatton.
- 1997-2010: i ward del distretto di Woodspring di Banwell, Blagdon, Churchill, Congresbury, Hutton, Locking, Weston-super-Mare Ashcombe, Weston-super-Mare East, Weston-super-Mare Ellenborough, Weston-super-Mare North, Weston-super-Mare South, Weston-super-Mare Uphill, Weston-super-Mare West e Winscombe.
- 2010-2024: i ward del distretto di North Somerset di Banwell and Winscombe, Blagdon and Churchill, Congresbury, Hutton and Locking, Kewstoke, Weston-super-Mare Central, Weston-super-Mare Clarence and Uphill, Weston-super-Mare East, Weston-super-Mare Milton and Old Worle, Weston-super-Mare North Worle, Weston-super-Mare South, Weston-super-Mare South Worle e Weston-super-Mare West.
- dal 2024: i ward del distretto di North Somerset di Hutton and Locking, Kewstoke, Weston-super-Mare Central, Weston-super-Mare Clarence and Uphill, Weston-super-Mare East, Weston-super-Mare Milton and Old Worle, Weston-super-Mare North Worle, Weston-super-Mare South, Weston-super-Mare South Worle e Weston-super-Mare West.[1]

Il collegio copre la parte meridionale del North Somerset, inclusa l'unica città, Weston-super-Mare, sul canale di Bristol.

## Membri del parlamento
| Elezione | Elezione      | Deputato      | Partito             |
| -------- | ------------- | ------------- | ------------------- |
|          | 1918          | Gilbert Wills | Conservatore        |
| 1922     | John Erskine  |               | Conservatore        |
|          | 1923          | Frank Murrell | Liberale            |
|          | 1924          | John Erskine  | Conservatore        |
| 1934 (S) | Ian Orr-Ewing |               | Conservatore        |
| 1958 (S) | David Webster |               | Conservatore        |
| 1969 (S) | Jerry Wiggin  |               | Conservatore        |
|          | 1997          | Brian Cotter  | Liberal Democratici |
|          | 2005          | John Penrose  | Conservatore        |
|          | 2024          | Dan Aldridge  | Laburista           |

## Elezioni

### Elezioni negli anni 2020
| Partito                    | Partito                                           | Candidato                  | Risultati 4 luglio 2024 | Risultati 4 luglio 2024 |
| Partito                    | Partito                                           | Candidato                  | Voti                    | %                       |
| -------------------------- | ------------------------------------------------- | -------------------------- | ----------------------- | ----------------------- |
|                            | Laburista                                         | Dan Aldridge               | 16 310                  | 38,48                   |
|                            | Conservatore                                      | John Penrose               | 11 901                  | 28,08                   |
|                            | Reform UK                                         | Richard Pearse             | 7 735                   | 18,25                   |
|                            | Lib Dem                                           | Patrick Keating            | 3 756                   | 8,86                    |
|                            | Verdi                                             | Thomas Daw                 | 2 688                   | 6,34                    |
|                            |                                                   |                            |                         |                         |
| Iscritti                   | Iscritti                                          | Iscritti                   | 71 396                  | 100,00                  |
| ↳ Votanti (% su iscritti)  | ↳ Votanti (% su iscritti)                         | ↳ Votanti (% su iscritti)  | 42 533                  | 59,57                   |
| ↳ Astenuti (% su iscritti) | ↳ Astenuti (% su iscritti)                        | ↳ Astenuti (% su iscritti) | 28 863                  | 40,43                   |
|                            |                                                   |                            |                         |                         |
|                            | Esito: collegio passa da Conservatore a Laburista |                            |                         |                         |

### Elezioni negli anni 2010
| Partito                    | Partito                                   | Candidato                  | Risultati 12 dicembre 2019 | Risultati 12 dicembre 2019 |
| Partito                    | Partito                                   | Candidato                  | Voti                       | %                          |
| -------------------------- | ----------------------------------------- | -------------------------- | -------------------------- | -------------------------- |
|                            | Conservatore                              | John Penrose               | 31 983                     | 57,51                      |
|                            | Laburista                                 | Tim Taylor                 | 14 862                     | 26,72                      |
|                            | Lib Dem                                   | Patrick Keating            | 6 935                      | 12,47                      |
|                            | Verdi                                     | Suneil Basu                | 1 834                      | 3,30                       |
|                            |                                           |                            |                            |                            |
| Iscritti                   | Iscritti                                  | Iscritti                   | 82 526                     | 100,00                     |
| ↳ Votanti (% su iscritti)  | ↳ Votanti (% su iscritti)                 | ↳ Votanti (% su iscritti)  | 55 614                     | 67,39                      |
| ↳ Astenuti (% su iscritti) | ↳ Astenuti (% su iscritti)                | ↳ Astenuti (% su iscritti) | 26 912                     | 32,61                      |
|                            |                                           |                            |                            |                            |
|                            | Esito: collegio confermato a Conservatore |                            |                            |                            |

| Partito                    | Partito                                   | Candidato                  | Risultati 8 giugno 2017 | Risultati 8 giugno 2017 |
| Partito                    | Partito                                   | Candidato                  | Voti                    | %                       |
| -------------------------- | ----------------------------------------- | -------------------------- | ----------------------- | ----------------------- |
|                            | Conservatore                              | John Penrose               | 29 982                  | 53,15                   |
|                            | Laburista                                 | Tim Taylor                 | 18 438                  | 32,68                   |
|                            | Lib Dem                                   | Mike Bell                  | 5 175                   | 9,17                    |
|                            | UKIP                                      | Helen Hims                 | 1 932                   | 3,42                    |
|                            | Verdi                                     | Suneil Basu                | 888                     | 1,57                    |
|                            |                                           |                            |                         |                         |
| Iscritti                   | Iscritti                                  | Iscritti                   | 72 117                  | 100,00                  |
| ↳ Votanti (% su iscritti)  | ↳ Votanti (% su iscritti)                 | ↳ Votanti (% su iscritti)  | 56 415                  | 78,23                   |
| ↳ Astenuti (% su iscritti) | ↳ Astenuti (% su iscritti)                | ↳ Astenuti (% su iscritti) | 15 702                  | 21,77                   |
|                            |                                           |                            |                         |                         |
|                            | Esito: collegio confermato a Conservatore |                            |                         |                         |

| Partito                    | Partito                                   | Candidato                  | Risultati 7 maggio 2015 | Risultati 7 maggio 2015 |
| Partito                    | Partito                                   | Candidato                  | Voti                    | %                       |
| -------------------------- | ----------------------------------------- | -------------------------- | ----------------------- | ----------------------- |
|                            | Conservatore                              | John Penrose               | 25 203                  | 47,96                   |
|                            | Laburista                                 | Tim Taylor                 | 9 594                   | 18,26                   |
|                            | UKIP                                      | Ernie Warrender            | 9 366                   | 17,82                   |
|                            | Lib Dem                                   | John Munro                 | 5 486                   | 10,44                   |
|                            | Verdi                                     | Richard Lawson             | 2 592                   | 4,93                    |
|                            | Democratici                               | Ronald Lavelle             | 311                     | 0,59                    |
|                            |                                           |                            |                         |                         |
| Iscritti                   | Iscritti                                  | Iscritti                   | 79 624                  | 100,00                  |
| ↳ Votanti (% su iscritti)  | ↳ Votanti (% su iscritti)                 | ↳ Votanti (% su iscritti)  | 52 552                  | 66,00                   |
| ↳ Astenuti (% su iscritti) | ↳ Astenuti (% su iscritti)                | ↳ Astenuti (% su iscritti) | 27 072                  | 34,00                   |
|                            |                                           |                            |                         |                         |
|                            | Esito: collegio confermato a Conservatore |                            |                         |                         |

| Partito                    | Partito                                   | Candidato                  | Risultati 6 maggio 2010 | Risultati 6 maggio 2010 |
| Partito                    | Partito                                   | Candidato                  | Voti                    | %                       |
| -------------------------- | ----------------------------------------- | -------------------------- | ----------------------- | ----------------------- |
|                            | Conservatore                              | John Penrose               | 23 356                  | 44,31                   |
|                            | Lib Dem                                   | Mike Bell                  | 20 665                  | 39,20                   |
|                            | Laburista                                 | David Bradley              | 5 772                   | 10,95                   |
|                            | UKIP                                      | Paul Spencer               | 1 406                   | 2,67                    |
|                            | BNP                                       | Peryn Parsons              | 1 098                   | 2,08                    |
|                            | Democratici                               | John Peverelle             | 275                     | 0,52                    |
|                            | Indipendente                              | Steve Satch                | 144                     | 0,27                    |
|                            |                                           |                            |                         |                         |
| Iscritti                   | Iscritti                                  | Iscritti                   | 78 446                  | 100,00                  |
| ↳ Votanti (% su iscritti)  | ↳ Votanti (% su iscritti)                 | ↳ Votanti (% su iscritti)  | 52 716                  | 67,20                   |
| ↳ Astenuti (% su iscritti) | ↳ Astenuti (% su iscritti)                | ↳ Astenuti (% su iscritti) | 25 730                  | 32,80                   |
|                            |                                           |                            |                         |                         |
|                            | Esito: collegio confermato a Conservatore |                            |                         |                         |

### Elezioni negli anni 2000
| Partito                    | Partito                                         | Candidato                  | Risultati 5 maggio 2005 | Risultati 5 maggio 2005 |
| Partito                    | Partito                                         | Candidato                  | Voti                    | %                       |
| -------------------------- | ----------------------------------------------- | -------------------------- | ----------------------- | ----------------------- |
|                            | Conservatore                                    | John Penrose               | 19 804                  | 40,34                   |
|                            | Lib Dem                                         | Brian Cotter               | 17 725                  | 36,10                   |
|                            | Laburista                                       | Damien Egan                | 9 169                   | 18,68                   |
|                            | UKIP                                            | Paul Spencer               | 1 207                   | 2,46                    |
|                            | BNP                                             | Clive Courtney             | 778                     | 1,58                    |
|                            | Indipendente                                    | William Human              | 225                     | 0,46                    |
|                            | Demanding Honesty in Politics and Whitehall     | Paul Hemingway-Arnold      | 187                     | 0,38                    |
|                            |                                                 |                            |                         |                         |
| Iscritti                   | Iscritti                                        | Iscritti                   | 74 954                  | 100,00                  |
| ↳ Votanti (% su iscritti)  | ↳ Votanti (% su iscritti)                       | ↳ Votanti (% su iscritti)  | 49 095                  | 65,50                   |
| ↳ Astenuti (% su iscritti) | ↳ Astenuti (% su iscritti)                      | ↳ Astenuti (% su iscritti) | 25 859                  | 34,50                   |
|                            |                                                 |                            |                         |                         |
|                            | Esito: collegio passa da Lib Dem a Conservatore |                            |                         |                         |

| Partito                    | Partito                              | Candidato                  | Risultati 7 giugno 2001 | Risultati 7 giugno 2001 |
| Partito                    | Partito                              | Candidato                  | Voti                    | %                       |
| -------------------------- | ------------------------------------ | -------------------------- | ----------------------- | ----------------------- |
|                            | Lib Dem                              | Brian Cotter               | 18 424                  | 39,47                   |
|                            | Conservatore                         | John Penrose               | 18 086                  | 38,74                   |
|                            | Laburista                            | Derek Kraft                | 9 235                   | 19,78                   |
|                            | UKIP                                 | Bill Lukins                | 650                     | 1,39                    |
|                            | Indipendente                         | John Peverelle             | 206                     | 0,44                    |
|                            | Indipendente                         | Richard Sibley             | 79                      | 0,17                    |
|                            |                                      |                            |                         |                         |
| Iscritti                   | Iscritti                             | Iscritti                   | 74 331                  | 100,00                  |
| ↳ Votanti (% su iscritti)  | ↳ Votanti (% su iscritti)            | ↳ Votanti (% su iscritti)  | 46 680                  | 62,80                   |
| ↳ Astenuti (% su iscritti) | ↳ Astenuti (% su iscritti)           | ↳ Astenuti (% su iscritti) | 27 651                  | 37,20                   |
|                            |                                      |                            |                         |                         |
|                            | Esito: collegio confermato a Lib Dem |                            |                         |                         |

## Risultati dei referendum

### Referendum sulla permanenza del Regno Unito nell'Unione europea del 2016
|  | Collegio          | Lasciare UE % | Rimanere in UE % |
|  | ----------------- | ------------- | ---------------- |
|  | Weston-super-Mare | 56,6%         | 43,4%            |
|  | Inghilterra       | 53,3%         | 46,7%            |
|  | Regno Unito       | 51,9%         | 48,1%            |